# Pirolusita
La pirolusita és un mineral de la classe dels òxids que pertany al grup del rútil. El nom procedeix del grec, piro (foc) i lousis (lavadura), ja que en l'antiguitat s'usava per treure el color verdós que li donava al vidre la presència de components de ferro.

## Característiques

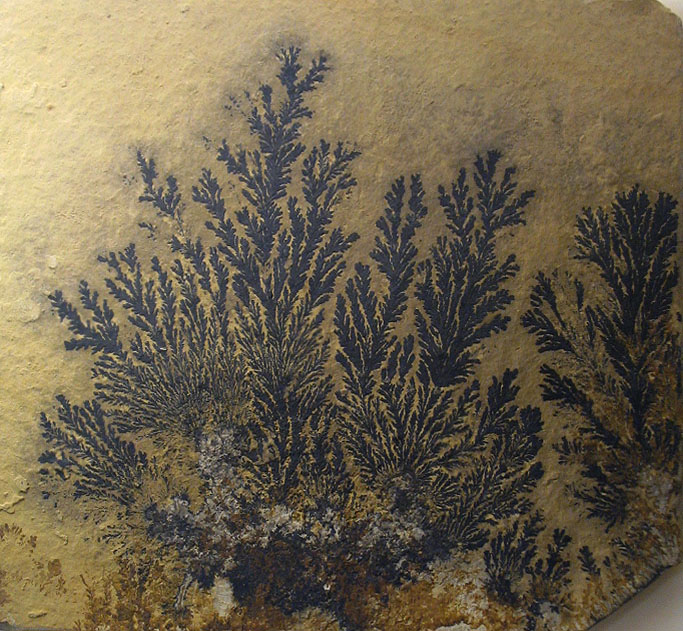
Òxids de manganès formant dendrites, erròniament anomenats "pirolusita dendrítica"

Químicament és diòxid de manganès. Pot presentar una gran quantitat d'hàbits cristal·lins, encara que en general es presenta en forma d'agregats cristal·lins fibrosos.
Segons la classificació de Nickel-Strunz, la pirolusita pertany a «04.DB - Metall:Oxigen = 1:2 i similars, amb cations de mida mitjana; cadenes que comparteixen costats d'octàedres» juntament amb els següents minerals: argutita, cassiterita, plattnerita, rútil, tripuhyita, tugarinovita, varlamoffita, byströmita, tapiolita-(Fe), tapiolita-(Mn), ordoñezita, akhtenskita, nsutita, paramontroseïta, ramsdel·lita, scrutinyita, ishikawaïta, ixiolita, samarskita-(Y), srilankita, itriorocolumbita-(Y), calciosamarskita, samarskita-(Yb), ferberita, hübnerita, sanmartinita, krasnoselskita, heftetjernita, huanzalaïta, columbita-(Fe), tantalita-(Fe), columbita-(Mn), tantalita-(Mn), columbita-(Mg), qitianlingita, magnocolumbita, tantalita-(Mg), ferrowodginita, litiotantita, litiowodginita, titanowodginita, wodginita, ferrotitanowodginita, wolframowodginita, tivanita, carmichaelita, alumotantita i biehlita.
Es tracta d'un mineral molt comú a tot el món i, juntament amb la rodocrosita, són la principal mena del manganès. L'extracció de manganès de la pirolusita es porta a terme per electròlisi. El manganès és un metall molt valorat estratègicament, ja que és un component de l'acer i d'altres aliatges com ara el bronze-manganès. Com és un agent oxidant s'empra per a la fabricació de clor i desinfectants (permanganats). També s'usa per a la decoloració del vidre, ja que quan es barreja amb el vidre fos s'oxida el ferro ferrós a ferro fèrric, de manera que desapareixen els colors verdosos i marrons que tindria el vidre. S'usa també com a material colorant en la fabricació de pintures verd i violeta i en tints per teles, així com per donar colors violeta o ambre a rajola si ceràmica.
Molts exemplars mostrant un hàbit cristal·lí en forma de dendrites de color negre, trobats freqüentment sobre les superfícies d'algunes roques, han sigut classificats tradicionalment com a pirolusita dendrítica, tot i que acurats anàlisi de nombrosos exemplars d'aquestes dendrites han demostrat que cap d'aquestes ho són en realitat, tractant-se en realitat d'altres formes d'òxids de manganès.

## Formació i jaciments
El més normal és que la pirolusita tingui un origen sedimentari, format per deposició de manganès en un ambient de sedimentació lacustre o en aiguamolls. També en altres ocasions es forma com a producte de l'oxidació per factors climàtics d'altres minerals del manganès. Per això, és freqüent trobar associat a limonita, hematita, quars, manganita, psilomelana i altres minerals òxids de ferro i manganès. Enormes dipòsits de pirolusita s'estan explotant a Geòrgia, al Dècan (Índia), Brasil, Ghana i Sud-àfrica. A Espanya hi ha importants jaciments a Astúries i Huelva.

## Varietats

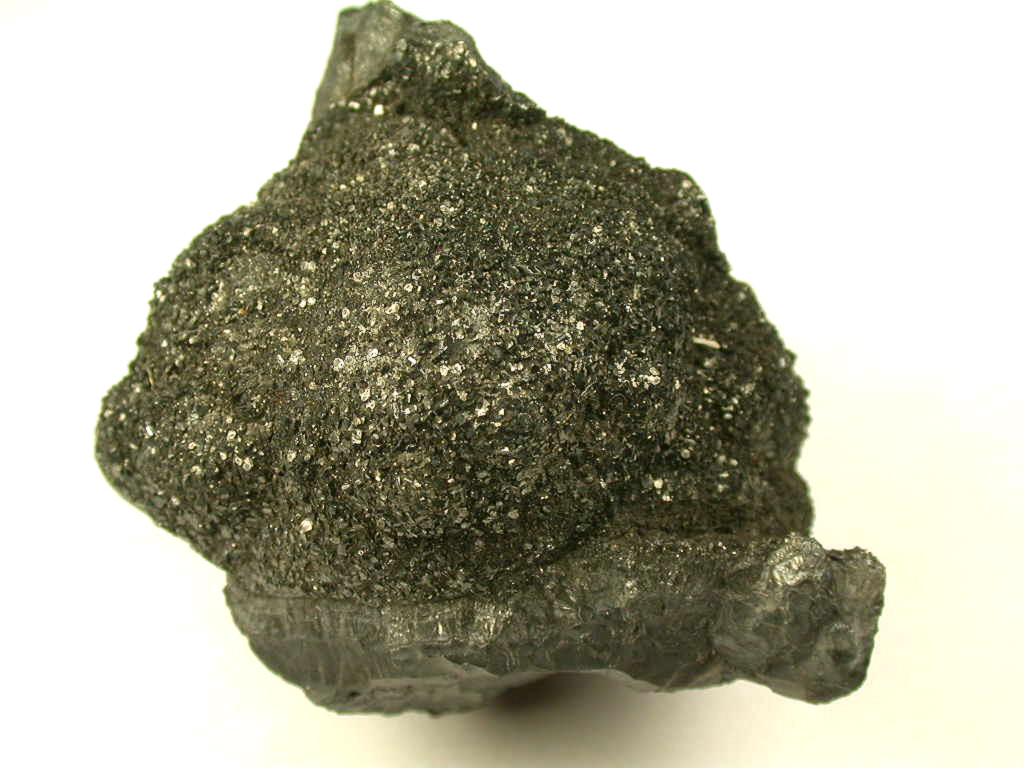
Polianita, varietat de pirolusita

- La polianita és una varietat pseudomòrfica de pirolusita després de manganita pseudoortoròmbica.[5]
- La pirolusita argentífera és una varietat que conté plata.[6]